# Pierres de Lecq

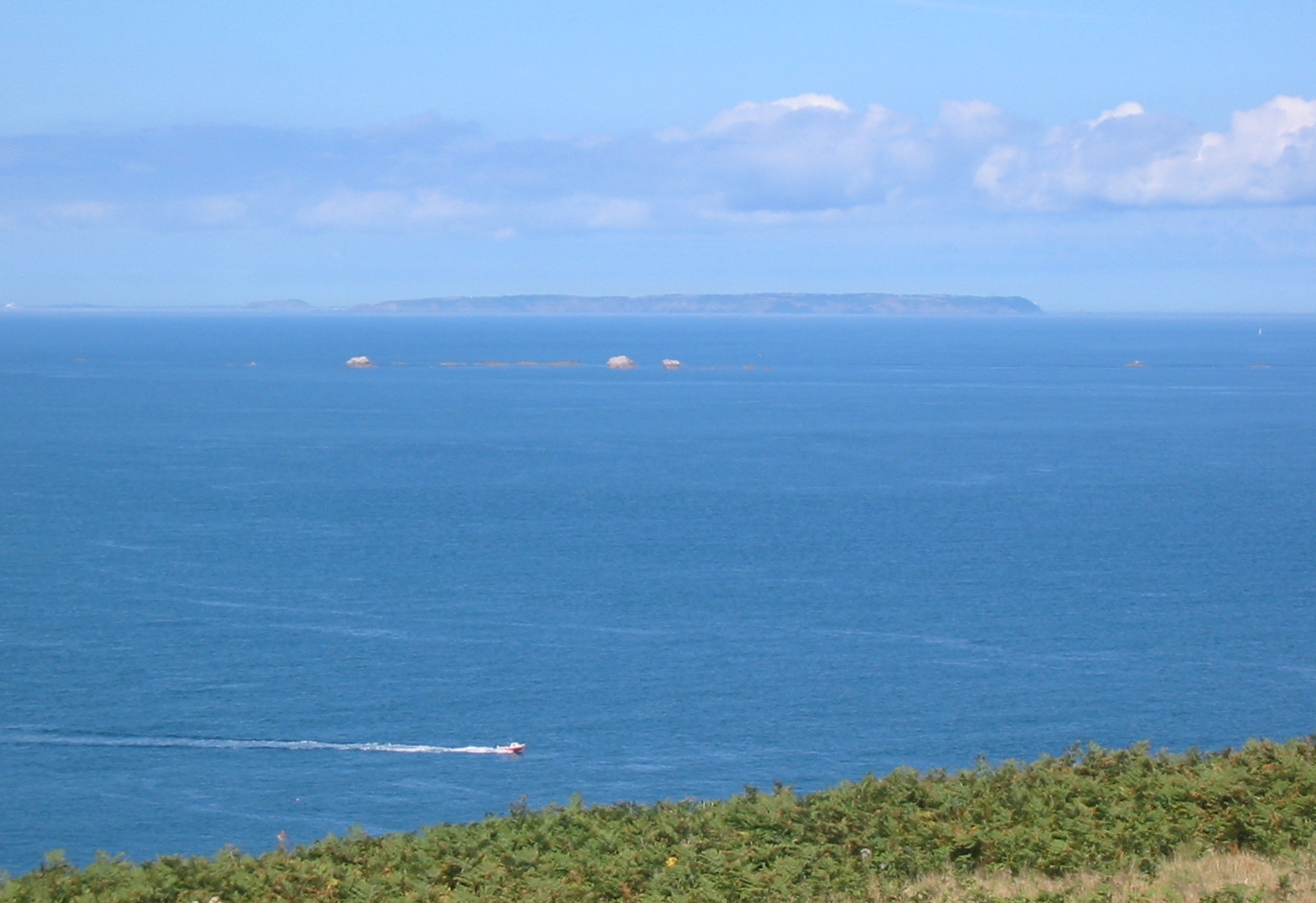
Die Pierres de Lecq (auch Paternoster) von Jersey aus in Blickrichtung Sark bei Flut gesehen. Die drei sichtbaren Felsen sind La Vouêtaîthe, La Grôsse und L’Êtaîthe.

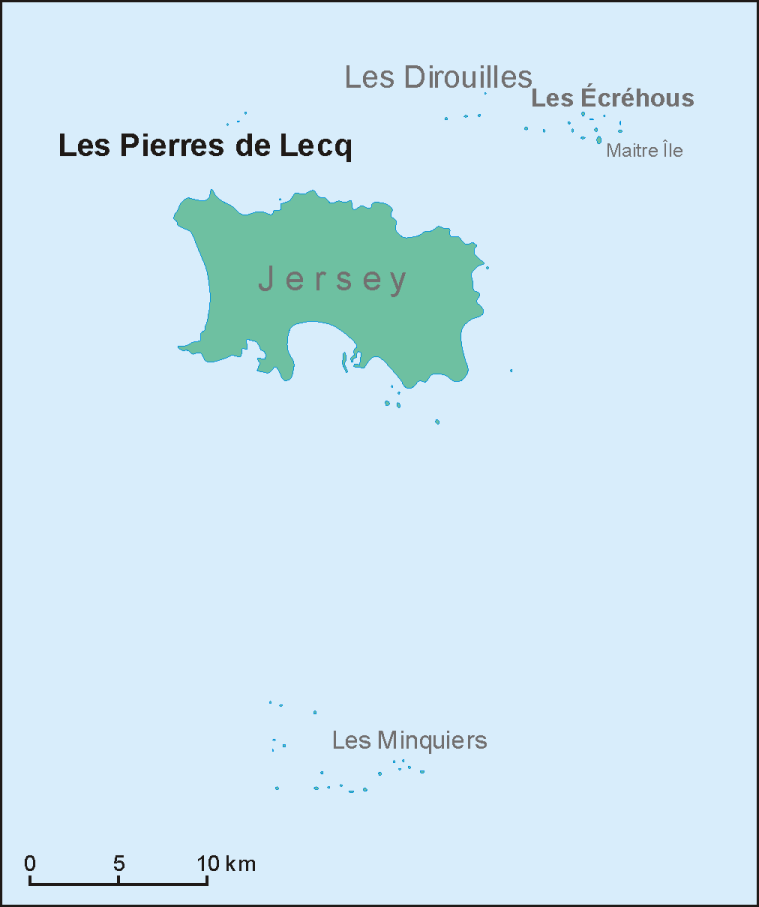
Lageplan von Les Pierres de Lecq

Les Pierres de Lecq (Jèrriais: Les Pièrres dé Lé) oder auch Paternoster ist eine Gruppe von unbewohnbaren Felsen oder ein Riff in der Vogtei Jersey zwischen Jersey und Sark. Sie liegt 6 km nördlich von Grève de Lecq in Saint Mary und 22,4 km westlich von Cotentin in der Normandie und ist Teil der Kanalinseln.
Nur drei Felsen bleiben sichtbar bei Flut: L’Êtaîthe (der Östliche), La Grôsse (der Große) und La Vouêtaîthe (der Westliche). Das Gebiet hat einen der größten Tidenhübe der Welt, der manchmal größer als 12 Meter ist.
Der Name Paternoster ist verbunden mit einer Legende über die Kolonialisierung von Sark im 16. Jahrhundert. Nach dieser Legende zerschellte eine Bootsladung von Frauen und Kindern auf dem Riff, und ihr Weinen kann von Zeit zu Zeit im Wind vernommen werden. Abergläubische Seeleute sprechen das Vaterunser, wenn sie an den Felsen vorbeifahren, daher der Name Paternoster.
Die Felsen sind Ramsar-Gebiet und unterstützen eine Vielzahl von kleinen Walen und Delfinen. Es gilt als eine Art biogeographische Grenze.

## Namen der Felsen
Die drei dauerhaft über Wasser liegenden Felsen sind durch Fettschrift gekennzeichnet. Alle Namen sind in Jèrriais.
- L’Êtchièrviéthe
- La Rocque du Nord
- L’Êtaîse (L’Êtaîthe) (der Östliche)
- Lé Bel
- Lé Longis
- La P'tite Mathe
- La Grôsse (Great Rock) (der Große)
- La Grand’ Mathe
- La Greune dé Lé (La Bonnette)
- La Greune du Seur-Vouêt
- L’Orange
- La Vouêtaîse (La Vouêtaîthe) (La Vouêt'rêsse) (der Westliche)
- La Cappe
- La Douoche
- Lé Byi
- La Rocque Mollet
- L’Êtché au Nord-Vouêt
- La Galette
- La Briarde
- La Sprague
- La Niêthole Jean Jean (Lé Gouoillot)